# Medophron rufilabris
Medophron rufilabris är en stekelart som beskrevs av Henry Keith Townes, Jr. 1983. Medophron rufilabris ingår i släktet Medophron och familjen brokparasitsteklar. Inga underarter finns listade i Catalogue of Life.